# Morynci (rejon czerkaski)
Morynci (ukr.  Моринці, pol. Moryńce) – wieś na Ukrainie, w obwodzie czerkaskim, w rejonie czerkaskim.
Liczy 248 mieszkańców